# Aimã
Aimã (em hebraico: אחימן, cujo significado é "irmão da mão direita", "irmão de um presente", ""irmão da dúvida", "liberal") é o nome de duas pessoas na Bíblia:
- Um dos três filhos gigantes de Anaque (os outros dois eram Sesai e Talmai) o qual Calebe e os espiões viram no Monte Hebrom[2] quando eles entraram para explorar a terra. Eles foram posteriormente expulsos e mortos.[3][4]
- Um levita, que foi um dos guardiões do templo após o exílio.[5]